# 24 прелюдії та фуги (Шостакович)
24 Прелюдії та фуги тв. 87 — цикл прелюдій та фуг, написаний Дмитром Шостаковичем у період від жовтня 1950 до березня 1951 року.
Взірцем для циклу став «Добре темперований клавір» Й. С. Баха. Поштовхом до написання послужила поїздка Дмитра Дмитровича в Лейпциг на урочистості, присвячені 200-річчю від дня смерті Й. Баха, а також як почесного члена журі міжнародного конкурсу піаністів, в якому брала участь майбутня перша виконавиця циклу прелюдій і фуг Тетяна Ніколаєва.
Цикл вперше прозвучав у виконанні Т. Ніколаєвої, якій і був присвячений, у Ленінграді 23 грудня 1952 року.

## Список прелюдій і фуг
Прелюдії та фуги розташовані за квінтовим колом тональностей: До мажор, ля мінор, Соль мажор, мі мінор… і т. д., закінчуючи тональністю ре мінор. Так само розташовані, наприклад, прелюдії, op. 28 Фредеріка Шопена.
- 1 до мажор
- 2 ля мінор
- 3 соль мажор
- 4 мі мінор
- 5 Ре мажор
- 6 сі мінор
- 7 Ля мажор
- 8 фа-дієз мінор
- 9 Мі мажор
- 10 до-дієз мінор
- 11 Сі мажор
- 12 соль-дієз мінор
- 13 Фа-дієз мажор
- 14 мі-бемоль мінор
- 15 Ре-бемоль мажор
- 16 сі-бемоль мінор
- 17 Ля-бемоль мажор
- 18 фа мінор
- 19 Мі-бемоль мажор
- 20 до мінор
- 21 Сі-бемоль мажор
- 22 соль мінор
- 23 Фа мажор
- 24 ре мінор

## Сприйняття
Перед прем'єрою твору Шостакович приватно виконав першу половину циклу у Спілці композиторів (як це було характерно для нових композицій за часів Радянської ери) 31 березня 1951 р. Колегія висловила велике невдоволення дисонансами у деяких фугах. Вони також заперечували проти фуги в радянській музиці, оскільки вона вважалася занадто західною та архаїчною.
Багато хто (наприклад, музичний критик Алекс Росс, музикознавець Таня Урсова та ін.) вважають цю роботу твором «іншого Шостаковича» або композицією «для шухляди письмового столу». За словами Росса, композитор використовував камерні форми в той час для передачі своїх найбільш особистих композицій, що не були орієнтовані на схвалення радянським урядом. Цикл прелюдій і фуг входить до цієї групи разом із кількома струнними квартетами.

## Записи
Шостакович записав 18 із 24 творів на п'яти сеансах запису в 1951–1952, 1956 та 1958 (EMI). Він ніколи не записував No 9, 10, 11, 15, 19 або 21, але записав No 1, 4, 5, 6, 13, 14, 18, 23 та 24 двічі, роблячи запис для EMI.
Тетяна Ніколаєва записувала комплекти чотири рази, в 1962, 1987 (обидва спочатку видані «Мелодією»), 1990 («Гіперіон Рекордс») і в 1992 році як фільмований перформанс («Медичі Артс»). Записи 1962 та 1987 років були перевидані на кількох лейблах. Також вона записала No 1, 7 та 15 у 1952–1953 роках. Святослав Ріхтер ніколи не грав усі п'єси на концертах, але в 1961 році зробив записи з 15 п'єс циклу.
Роджер Вудвард зробив перший повний запис доступним на Заході в 1975 році; він був перевиданий у вересні 2010 року на компакт-диску компанією Celestial Harmonies. Інші повні записи були зроблені Кітом Джарреттом (ECM Records 1991), Володимиром Ашкеназі (Decca Records 1996–1998) та Костянтином Щербаковим (Naxos Records 1999). Канадський піаніст Девід Джалберт також записав п'єсу для ATMA Classique у 2008 році, а Пітер Доное — для Signum Classics у 2017 році.